# Rhipidia (Rhipidia) pumilistyla
Rhipidia (Rhipidia) pumilistyla is een tweevleugelige uit de familie steltmuggen (Limoniidae). De soort komt voor in het Neotropisch gebied.